# Gianni Vernetti

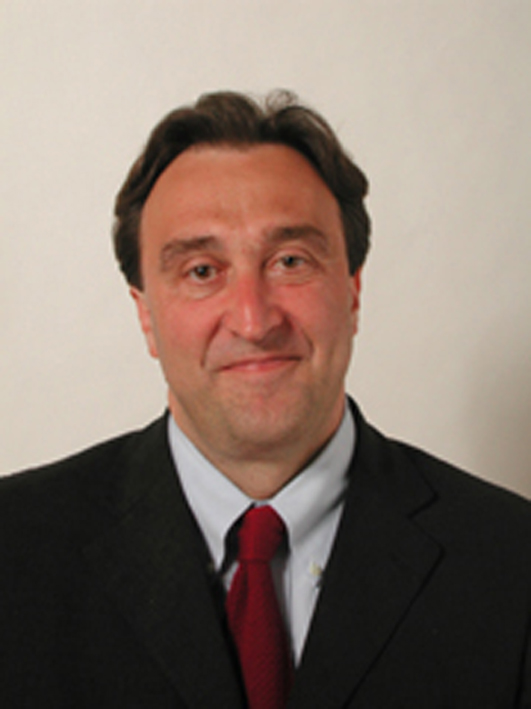
Gianni Vernetti, 2015

Gianni Vernetti (* 27. November 1960 in Turin) ist ein italienischer Politiker, Unternehmer, Kolumnist und Autor.

## Ausbildung und politische Karriere
Gianni Vernetti absolvierte ein Architekturstudium und machte 1985 seinen Abschluss am Politecnico di Torino. 1987 promovierte er in Stadtökologie am Politecnico di Milano. Von 1985 bis 1990 arbeitete er als Architekt und Stadtplaner. Zwischen 1993 und 1999 war er stellvertretender Bürgermeister von Turin, zuständig für öffentliche Arbeiten, Umwelt und nachhaltige Entwicklung sowie Stadterneuerung.

### Mitglied des Parlaments, L’Ulivo (2001–2006)
2001 wurde er über das Bündnis L’Ulivo in die Abgeordnetenkammer des Italienischen Parlaments gewählt. Als Vorsitzender seiner Fraktion in der Kommission für Energie und Industrie förderte er mehrere Initiativen zu erneuerbaren Energien. Er war Mitglied des nationalen Lenkungsausschusses seiner Partei La Margherita, einer Mitte-Links-Partei, Mitglied der Europäischen Demokratischen Partei (EDP) und der Fraktion der Allianz der Liberalen und Demokraten für Europa (ALDE) im Europäischen Parlament.

### Senator und Staatssekretär für auswärtige Angelegenheiten (2006–2008)
2006 wurde er in den Senat der Republik gewählt. Nach dem Sieg der Mitte-Links-Koalition bei den Parlamentswahlen wurde er Unterstaatssekretär für auswärtige Angelegenheiten in der Regierung Prodi. Er war für die bilateralen Beziehungen zwischen Italien und den asiatisch-pazifischen Ländern sowie für Fragen der Demokratie und der Menschenrechte zuständig. Vernetti koordinierte alle italienischen Initiativen in Afghanistan, wo Italien an der NATO-Militärmission teilnimmt und den Justizsektor und die Reform der Rechtsstaatlichkeit koordiniert.
Er förderte die neue italienische Politik gegenüber Zentralasien, indem er mehrere Entwicklungshilfeprojekte durchführte und die wirtschaftliche, kommerzielle und militärische Zusammenarbeit verbesserte. Er koordinierte die italienischen Initiativen in Asien und förderte mehrere Projekte der wirtschaftlichen, wissenschaftlichen, kommerziellen und militärischen Zusammenarbeit, insbesondere zwischen Italien und Indien, China, Südkorea, Sri Lanka, Indonesien und Pakistan.
Vernetti koordinierte die italienische Kampagne für ein weltweites Moratorium für die Todesstrafe. Er koordinierte die Bemühungen um einen Konsens bei den Vereinten Nationen, die zur Annahme der Resolution im Dezember 2007 führten. Er vertrat Italien zwischen 2006 und 2008 im UN-Menschenrechtsrat. Vernetti koordinierte die italienischen Initiativen im pazifischen Raum und förderte den Beitritt Italiens zum Pacific Islands Forum.

### Mitglied des Parlaments, Demokratische Partei (2008–2013)
Im Jahr 2008 wurde Vernetti für eine dritte Amtszeit in die Abgeordnetenkammer gewählt und war Mitglied des Ausschusses für auswärtige Angelegenheiten und der italienischen Delegation in der Parlamentarische Versammlung der NATO. Er war Mitglied des Lenkungsausschusses der Europäische Demokratische Partei. Er ist Koordinator der Alliance of Democrats, ein internationalen Netzwerks von mehr als 70 demokratischen, liberalen und zentristischen politischen Parteien aus allen fünf Kontinenten. Er ist Ko-Vorsitzender der italienischen Gruppe der Liberale Internationale. Im Jahr 2008 wurde er Präsident der Parlamentarischen Vereinigung Italien-Tibet und Vizepräsident der Parlamentarischen Vereinigung Italien-Israel.

## Unternehmer, Schriftsteller und Journalist
Nach drei Legislaturperioden im Parlament beschloss er 2013, nicht mehr zu kandidieren, und gründete Gea Solar, ein Unternehmen, das sich auf die Entwicklung von Solarstromanlagen in Afrika, Asien und Lateinamerika konzentriert. Seit 2017 betreibt er einen Blog, mit Informationen zu aktuellen geopolitischen Themen und internationaler Politik. Seit Januar 2018 ist er Kolumnist für auswärtige Angelegenheiten bei der italienischen Tageszeitung La Stampa und seit Mai 2020 Kolumnist bei der Huffington Post, wo er Kommentare und Reportagen zu Außenpolitik, Sicherheit und Menschenrechten schreibt.
Seit Mai 2020 ist er Kolumnist bei La Repubblica und schreibt Leitartikel, Berichte und Interviews über globale Krisen, die wachsende Konfrontation zwischen Demokratien und autoritären Regimen, die neuen Bedrohungen der internationalen Sicherheit und die Herausforderungen durch die Regime Russlands, Chinas und des Iran.
Im März 2022 veröffentlichte er bei Rizzoli das Buch „Dissidenti“, in dem er die wachsende Konfrontation zwischen Demokratien und Autokratien analysiert und über seine Reise durchen Leser auf eine Reise durch die Berge Kurdistans und Länder des Himalaya berichtet. Weitere Themen seines Buchs sind die Politik Litauens und innen- und außenpolitische Probleme von Taiwan.

## Privates
Vernetti ist mit der Journalistin Laura De Donato verheiratet. Sie haben vier Kinder.

## Schriften
- Dissidenti. Da Aleksei Navalny a Nadia Murad, da Azar Nafisi al Dalai Lama: incontri con donne e uomini che lottano contro i regimi Copertina rigida. Rizzoli, Mailand, 2022. ISBN 978-88-1-716162-6